# Мендип (община)
Община „Мендип“ (на английски: Mendip) е една от седемте административни единици в област (графство) Съмърсет, регион Югозападна Англия.
Населението на общината към 2008 година е 110 100 жители разпределени в множество селища на площ от 739.44 квадратни километра. Главен град на общината е Шептън Молит.

## География
Община „Мендип“ е разположена в средната източна част на графство Съмърсет по границата с област Уилтшър.
Градове на територията на общината:
| град         | на английски   | население |
| ------------ | -------------- | --------- |
| Шептън Молит | Shepton Mallet | 9700      |
| Фрум         | Frome          | 24 171    |
| Уелс         | Wells          | 10 406    |
| Гластънбъри  | Glastonbury    | 8784      |

## Демография
Разпределение на населението по религиозна принадлежност към 2001 година:
| религия          | на английски        | брой жители |
| ---------------- | ------------------- | ----------- |
| Християни        | Christian           | 77 389      |
| Будисти          | Buddhist            | 304         |
| Хиндуисти        | Hindu               | 115         |
| Евреи            | Jewish              | 82          |
| Мюсюлмани        | Muslim              | 158         |
| Сикхи            | Sikh                | 7           |
| Други            | Other               | 687         |
| Атеисти          | No religion         | 16 709      |
| Запазена в тайна | Religion not stated | 8418        |